# Euphrasia incisa
Euphrasia incisa är en snyltrotsväxtart som beskrevs av Francis Whittier Pennell. Euphrasia incisa ingår i släktet ögontröster, och familjen snyltrotsväxter. Inga underarter finns listade i Catalogue of Life.